# Martin-Luther-Kirche (Hürth)
Die Martin-Luther-Kirche war zunächst das  Kirchengebäude der evangelischen Johanneskirchengemeinde in Gleuel, seit dem 1. Januar 2015 gehört die Kirche zur Evangelischen Kirchengemeinde Hürth im Kirchenkreis Köln-Süd der Evangelischen Kirche im Rheinland. Sie wurde 1957 unter anderem mit Spenden von US-amerikanischen Gläubigen errichtet.

## Vorgeschichte
In der Zeit zwischen den Weltkriegen kamen aufgrund des expandierenden Braunkohlebergbaus in Hürth viele Arbeiter in die katholischen Ortschaften an der Ville, darunter auch viele Evangelische. Die Gleueler (und die Berrenrather, Burbacher, Sielsdorfer, Stotzheimer und Horbeller) wurden von Evangelischen Gemeinde Frechen aus betreut, der ältesten evangelischen Gemeinde im westlichen Umland von Köln. Gottesdienst wurde in der Schule gehalten, später in der katholischen Kirche. Bereits in den prosperierenden 1930er Jahren wurde von dort unter dem Pfarrer Heinrich Weller Gelder für einen Kirchbau im Gemeindeteil Gleuel gesammelt, mit denen 1939 das Grundstück an der Straße Im Hofacker, mitten in der Bergmann-Siedlung, in der die meisten Evangelischen wohnten, gekauft wurde. Weitere Pläne machte der ausbrechende Zweite Weltkrieg zunichte. Das restliche angesparte Geld fiel 1948 der Währungsreform zum Opfer. Unter dem Nachfolger Walter Bienert, bekannt als Gründer der Kölner Melanchthon-Akademie, wurde erneut durch einen Kirchbauverein Geld in der Gemeinde und der örtlichen Industrie gesammelt, doch die mit Hilfe der Muttergemeinde und des Kölner Kirchenkreises aufgebrachten 30.000 DM reichten nicht. Durch die Vermittlung von Superintendent Hans Encke und dessen Freund Robert Pferdmenges, dem einflussreichen Kölner Bankier und Mitglied im evangelischen Kronberger Kreis, konnten anlässlich dessen 75. Geburtstag 40.000 DM aus einer Spende amerikanischer Christen eingesetzt werden, die diese für einen Holzkirchenkreuzzug (Wooden Church-Crusade) zum Bau von 49 evangelischen oder katholischen Kirchen an der Zonengrenze gegen den kommunistischen Materialismus gesammelt hatten (pro US-Bundesstaat + District of Columbia je eine). Gleuel war, nachdem das Projekt modifiziert worden war (kein Holz, keine Grenze), die 29. Kirche.

## Kirchbau
Der Grundstein wurde am 10. März 1956 gelegt, der Frechener Architekt Friedel Steeg plante und leitete den Bau, der am Sonntag, 10. März 1957 durch den Präses der Evangelischen Kirche im Rheinland Heinrich Held eingeweiht und der am 1. Januar des gleichen Jahres neu gegründeten Evangelischen Gemeinde Hürth unter dem damals einzigen Pfarrer der Gemeinde, Pfarrer Karl Keller, Hürth-Knapsack, übergeben wurde. Der damalige Bundespräsident Theodor Heuss schenkte zu diesem Anlass die  Altarbibel mit seiner Widmung. Die Kirche bot etwa 200 Personen Platz. In den 1960er Jahren wurde das Zentrum um einen Gemeindehaustrakt mit einem kleinen Saal und Pfarrbüro sowie Toilettenbereich ergänzt, der 2002 noch einmal um 70 m² oder Platz für weitere 100 Personen erweitert werden konnte.
Der Kirchturm ist in den Kirchenraum integriert. Er dient mit seinem Taufbecken von 1976 für Taufen. Durch sein raumhohes Bleiglasfenster nach dem Entwurf von Rolf Crummenauer, ausgeführt von der Glasmalerei Oidtmann, fällt wegen der zarten Farben recht viel Licht in den Taufraum. Inhaltlich geht es in abstrahierender Weise auf 1. Moses 8,11  zurück: Die Rückkehr der Taube zu Noah mit einem Ölbaumblatt im Schnabel.

## Entwicklung der Gemeinde
In der wachsenden Kirchengemeinde Hürth gab es nur einen Pfarrer und einen Gemeindediakon/Pastor, der die Bezirke Hermülheim und Efferen betreute. Beide hatten sonntäglich zwei Gottesdienste zu halten und alle 14 Tage sogar um 11.15 Uhr noch einen weiteren im Wechsel in den Schulen oder katholischen Kirchen der kleineren Ortsteile. Der Knapsacker Pfarrer predigte um 8.30 Uhr in Gleuel und um 10.00 Uhr in der Dankeskirche in Knapsack. Sie wurden beim Predigen unterstützt von einem Predigthelfer und Katechet, der auch für den evangelischen Religionsunterricht in den katholischen Grundschulen zuständig war. Es sollte noch einige Jahre dauern, bis für den Bezirk Gleuel eine eigene Pfarrstelle bewilligt wurde.
1966 teilte sich die Gemeinde, Gleuel mit Berrenrath, Burbach und Sielsdorf wurde selbstständig. Die Gemeinde nannte sich Johanneskirchengemeinde. Die übrigen damaligen drei Pfarrbezirke nannten sich Matthäuskirchengemeinde (man dachte bei weiterem Wachstum auch an Lukas und Markus). Seit dem 1. Januar 2015 sind die Gemeinden wieder zusammengeschlossen. Die ehemalige Johanneskirchengemeinde ist innerhalb der Evangelischen Kirchengemeinde Hürth heute der zweite Bezirk und umfasst nun auch die Orte Stotzheim und Alstädten-Burbach.